# Bruce Nauman
Bruce Nauman (Fort Wayne, 6 dicembre 1941) è un fotografo, scultore, videoartista e artista concettuale statunitense.
Oltre ai media citati, Nauman si è espresso artisticamente tramite performance art, disegno, installazioni luminose, e altre forme d'espressione.

## Biografia
Studia matematica e fisica all'Università del Wisconsin-Madison e arte all'Università della California, Davis. La formazione scientifica si rivela fondamentale nel suo approccio analitico allo studio del linguaggio e delle sue potenzialità. Altrettanto rilevante è lo studio della filosofia, in particolare la lettura del filosofo austriaco Wittgenstein. Lo studio delle dottrine linguistiche si riflette nelle sue opere al neon come Raw War (1970) o Run From Fear-Fun From Rear (1972), così come in tante altre, tutte contraddistinte da un'ironia sprezzante.
Sin da giovane coltiva l'hobby per la musica imparando a suonare basso e chitarra. Questa passione lo porta ad approfondire la teoria musicale rimanendo affascinato dalla figura di Arnold Schönberg. Dopo le prime sperimentazioni in pittura, dal 1965 inizia a dedicarsi alla scultura e a sondare le potenzialità del corpo umano, attraverso la performance art, e del linguaggio mediante l'uso dei neon. Sono note le collaborazioni cinematografiche con i registi sperimentali William Allan e Robert Nelson, che lo portano a concepire alcune delle sue maggiori performance come veri e propri film, come Art Make-Up, del 1968.
Al 1966 risale la prima mostra personale a Los Angeles, presso la Nicholas Wilder Gallery. Nel 1968 avvia una lunga e proficua collaborazione con la galleria d'arte di Leo Castelli a New York e la Konrad Fischer di Düsseldorf. Nello stesso anno partecipa a Documenta 4 a Kassel. Nel 1970 partecipa alla decima edizione della Biennale di Tokyo.
Nel 1972, il Los Angeles County Museum of Art e il Whitney Museum of American Art organizzano la sua prima mostra in un museo, tra gli Stati Uniti e l'Europa. L'ampia risonanza da parte del pubblico lo porta a rallentare la produzione in favore di ricerche più mirate. Il testo diventa l'oggetto attorno a cui ruotano le nuove realizzazioni finalizzata ad evidenziare tematiche associate a disturbi psicologici e fisici. Questa riflessione sulla condizione umana è in parte influenzata dalla lettura di Samuel Beckett.
Nel 1980 si trasferisce nel Nuovo Messico.

## Opere

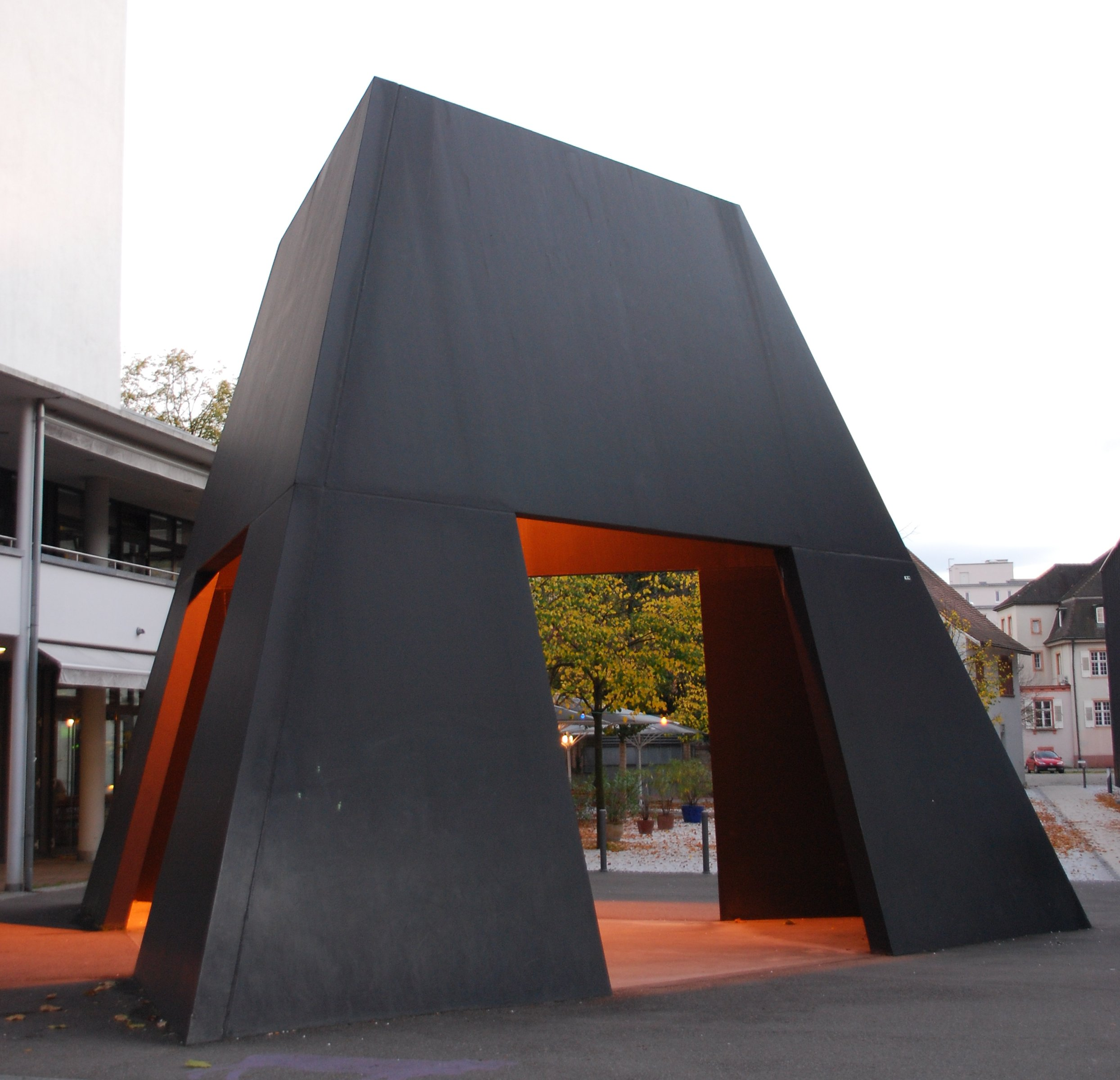
“Truncated Pyramid Room”

### Eleven color photographs
Si tratta di una serie di fotografie realizzate tra il 1966 e il 1967 e pubblicate nel 1970. Rappresentano una documentazione della vita dell'artista nel suo studio: appena laureato, vive grazie ai proventi dell'insegnamento e nel tempo libero a sua disposizione può dedicarsi alla sperimentazione. Inizia a fotografare gesti, situazioni ed attività quotidiane, che, pur nella loro banalità, diventano oggetto di indagine - riflessione e soggetto artistico.
Self-Portrait as a Fountain rientra in questa serie: è un autoritratto dell'artista, fotografato mentre imita, nella posa e nel getto d'acqua, una scultura decorativa caratteristica delle fontane monumentali. Unisce scultura e performance e diventa egli stesso opera d'arte.

### A rose has no teeth (1966)
L'opera consiste in una placchetta di piombo con incise le parole del titolo e rappresenta una delle sue prime sperimentazioni nel campo dei giochi linguistici.

### Art Make
Art Make - Up: No.1 White, No.2 Pink, No.3 Green, No.4 Black del 1968, è un video composto da quattro scene di dieci minuti ciascuna. Nauman, a torso nudo, è inquadrato a mezzo busto. Immerge le dita nel trucco e lo spalma su viso e corpo fino ad esserne completamente coperto. La prima scena è dedicata al bianco, poi si passa al rosa, al verde e infine al nero, sovrapponendo ciascuno strato. Alla fine osserva il risultato del suo lavoro fissando l’obiettivo come fosse davanti ad uno specchio a dimostrazione di come l’artista possa diventare un’opera d’arte. I video, secondo le intenzioni iniziali, dovevano essere riprodotti contemporaneamente sulle quattro pareti di una stanza, ma questo tipo di installazione non è mai stata realizzata per quest'opera. Questo metodo è sviluppato in film e video - installazioni successive.

### The True Artist Helps the World by Revealing Mystic Truths (1967)
Prendendo ispirazione dai cartelli pubblicitari di San Francisco, Nauman costruisce con il neon un testo circolare e utilizza come slogan le parole del titolo: "Il vero artista aiuta il mondo rivelando le verità mistiche". Si tratta di una riflessione pungente sul ruolo e il valore dell'arte, qui portata allo stesso livello di una qualsiasi pubblicità di vendita.

### Bouncing in the Corner No.1 (1968)
È un video dove Nauman si riprende mentre si lascia cadere all’indietro, ritmicamente, per quasi un’ora.

### Get out of my mind, Get out of this room (1968)
È una registrazione della sua voce mentre ripete le parole del titolo in modi diversi. L'opera esiste solo come suono.

### Walk with Contrapposto (1968)
In questa performance guida i movimenti del pubblico in spazi vincolanti e costrittivi, che costringendo i partecipanti a confrontarsi con i propri limiti mentali e fisici. Entrare in queste opere significa diventarne gli attori, ma non autori. Questo tema viene riproposto spesso come in Corridor Installation (1970) e in Double Steel Cage Piece (1974).

### Henry Moore bound to fail, back view (1967-1970)
Nel 1967 realizza una fotografia in cui appare con le braccia legate da una corda dietro la schiena. L'espressione "bound to fail", che significa allo stesso tempo legato per fallire e destinato a fallire, introduce il tema del fallimento come punto di partenza per la creazione artistica. È dal fallimento che nasce la necessità di guardarsi attorno e trovare delle motivazioni per i suoi lavori.

### Untitled (1970)
Perfomance proposta per la prima volta alla Biennale di Tokyo. Fornisce a due performer precise istruzioni circa l’allestimento e la messa in scena. I due protagonisti hanno le braccia tese sopra la testa e si tengono per mano;  ruotano insieme sopra di un quadrato sezionato a raggiera. Non esistono riprese o fotogrammi a testimonianza dell’esecuzione, rimane solo il progetto. Nel 2009 viene messa in scena durante la mostra Topological Gardens per la cinquantatreesima Biennale di Venezia grazie al contributo del Philadelphia Museum of Art.

### Raw War (1970)
Si tratta di neon piegati per assumere la forma delle parole Raw War. Le lettere sono programmate per illuminarsi in sequenza all'infinito. Il progetto originario risale al 1968: sono gli anni in cui l'America è impegnata nella guerra in Vietnam, gli anni delle contestazioni giovanili e studentesche, gli anni dell'affermazione dell'arte concettuale.
L'opera è ispirata alle parole dipinte da Ed Rusha nelle sue tele. Già Joseph Kosuth aveva dimostrato come tubi di neon flessibili potessero essere modellati in modo da costituire parole.

### Body Pressure (1974)
La performance consiste in un elenco di istruzioni fornite dall'artista al pubblico. Lo spettatore appiattendosi contro un muro può sperimentare le sensazioni che gli derivano. Si tratta di un'indagine sia fisica che psicologica sulla consapevolezza del proprio corpo. Nel 2005 in occasione della performance Seven Easy Pieces tenutasi al Guggenheim di New York , Marina Abramović ripropone la performance.
South American Triangle (1981)
È la prima della serie dedicata alle sculture politiche Sedie Sospese. La sedia è il medium della tortura e in quanto tale diventa essa stessa vittima del supplizio. Le sedie sospese hanno lo scopo di denunciare i regimi totalitari. Nel 1981 il messaggio era indirizzato ai governi del Sud America e del Sudafrica.

### One Hundred Live and Die (1984)
Quattro colonne di neon contenenti parole che mettono in relazione la vita e la morte mediante diverse azioni, emozioni e colori. La sequenza di luci e tonalità differenti rappresenta l'esperienza umana. Le frasi si accendono e si spengono in modo alternato e ripetitivo fino al culmine dell'illuminazione quando l’intero brano si accende creando una sinfonia visiva.

### Good Boy Bad Boy (1985)
Si tratta di una video-installazione in cui gli attori ripetono 25 strofe cambiando, di volta in volta, pronomi e verbi, espressione tonale e velocità, così da rapportarsi l'una all'altra in modi sempre nuovi.

### World Peace (1996)
Cinque persone, ognuna in un ambiente diverso, vengono proiettate su degli schermi all'interno di una stanza, ognuno in una parete diversa. Gli attori ripetono strofe basate sulla variazione di verbi legati alla struttura della comunicazione (to talk, to listen). Come suggerisce il titolo dell'opera, il tema è incentrato sulla pace nel mondo. Secondo l'attore, se tutti noi parlassimo e ci ascoltassimo a vicenda potremmo capirci e risolvere gran parte dei conflitti raggiungendo pace. Tuttavia, persistendo nel voler far valere le proprie ragioni, spesso in modo egoistico, tutte le parole si accavallano creando un effetto caotico e disgregante.

### Setting a Good Corner (1999)
L'opera è un video in cui sono riprese scene di vita quotidiana dell'artista nella sua proprietà Las Madres Ranch in New Mexico.

### Mapping the Studio I (2001)
Video in cui è registrata l'attività notturna del suo gatto e di alcuni topi all'interno del suo studio nell'estate del 2000.

## Mostre
- Nel 1966 la Nicholas Wilder Gallery di Los Angeles tiene la prima mostra personale di sculture in vetroresina dell'artista.
- All'inizio del 1972 Jane Livingston, presso il Los Angeles County Museum of Art e Marcia Tucker, presso il Whitney Museum of American Art di New York, organizzano la prima esposizione museale delle sue opere. La mostra attraversa Stati Uniti ed Europa.
- Nel 1981 si tiene una retrospettiva al Kröller-Müller Museum di Otterlo e al Kunsthalle Baden-Baden.
- La retrospettiva organizzata dal Walker Art Center di Minneapolis attraversa America ed Europa dal 1993 al 1995.
- Nel 1997 il Kunstmuseum Wolfsburg promuove una retrospettiva che raggiunge il Centre Georges Pompidou di Parigi, la Hayward Gallery di Londra e il Nykytaiteen Museo di Helsinki.
- Le sue mostre più recenti si sono tenute presso Dia Art Foundation (2002), Deutsche Guggenheim, Tate Modern (2004), Scottsdale Museum of Contemporary Art (2005), Tate Liverpool (2006), Milwaukee Art Museum (2006), Berkeley Art Museum and Pacific Film Archive (2007), alla Stazione di Berlino Amburgo (2010), Fondation Cartier e Gagosian Gallery (2015), in diverse occasioni a Punta della Dogana (2009-2018)  a Palazzo Grassi (2006-2013) e all'HangarBicocca  (2022-2023).

## Riconoscimenti
- Nel 1993 riceve il premio Wolf per le arti (Israele) per il lavoro come scultore e per il suo contributo all'arte del XX secolo.
- Nel 1999 riceve il Leone d'oro della Biennale di Venezia.
- Dagli anni novanta viene classificato primo o fra i primi nel Kunstkompass.[15]